# Chip Z'Nuff
Chip Z'Nuff, pseudonimo di Gregory Rybarski (Chicago, 10 settembre 1968), è un bassista statunitense.

## Carriera
Nel 1984 fonda insieme al cantante Donnie Vie gli Enuff Z'nuff, occupando il ruolo di bassista e seconda voce.
Negli anni novanta, grazie al successo ottenuto con gli Enuff Z'Nuff, riceve un'offerta da un'etichetta discografica giapponese per pubblicare una sorta di album solista insieme a Donnie Vie, e il progetto fu chiamato appunto Chip & Donnie, con il quale pubblicarono l'album Brothers nel 1994 (al quale collaborò anche l'allora attuale batterista degli Enuff Z'Nuff Ricky Parent), le cui tracce furono incluse nell'album degli Enuff Z'Nuff Seven del 1997.
Nel 2007 è entrato a far parte degli Adler's Appetite.

## Discografia

### Discografia solista

#### Album
- 2015 - Strange Time

#### Partecipazioni
- 2003 - Best of Both Worlds: A Tribute to Van Halen
- 2005 - Just Like Paradise: A Tribute to Diamond David Lee Roth

### Discografia con gli Enuff Z'Nuff

#### Album in studio
- Enuff Z'nuff - 1989
- Strength - 1991
- Animals with Human Intelligence - 1993
- 1985 - 1994
- Tweaked 1995
- Peach Fuzz - 1996
- Seven - 1997
- Paraphernalia - 1999
- 10 - 2000
- Welcome to Blue Island - 2003
- ? - 2004
- Lucky 13 - 2007

#### Album dal vivo
- Live - 1998
- Extended Versions - 2006

#### Raccolte
- Favorites - 2004
- One More for the Road - 2005
- Greatest Hits - 2006

### Discografia con Chip & Donnie
- 1994 - Brothers